# 北母子里站

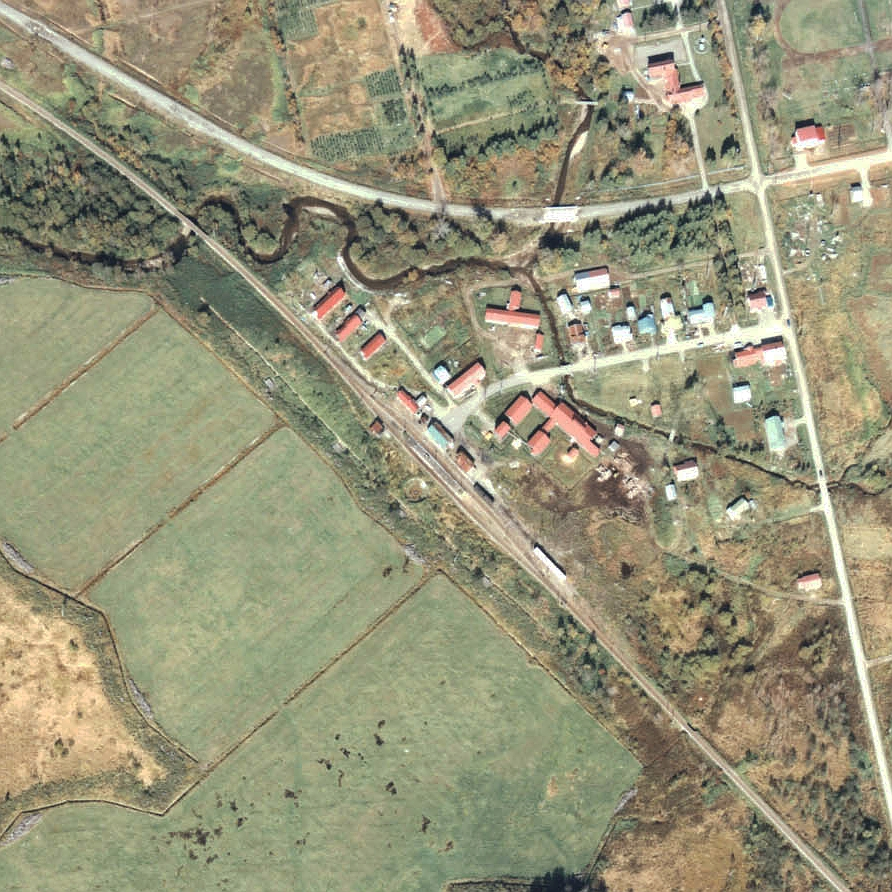
1977年的北母子里站與方圓約500米範圍。右下方為名寄方向。當時設有1面2線的島式月台，車站大樓靠近朱鞠內一方設有貨物線。該貨物線在月台外側的本線單線化後撤走。料場位於車站大樓靠近名寄一方，曾幾何時，該處放了很多木頭，後來長年沒有使用。圖中可看見停泊維護車輛的白色長型車庫。車站後方設有輔助蒸氣機車專用的轉車盤遺蹟。

北母子里站（日语：／ Kita-Moshiri eki */?）是位於北海道雨龍郡幌加內町字母子里，北海道旅客鐵道（JR北海道）的深名線車站（廢站）。隨著深名線廢線，車站在1995年（平成7年）9月4日廢除。

## 歷史
- 1941年（昭和16年）10月10日 - 鐵道省深名線朱鞠內站至初茶志內站（後來為天鹽彌生站）之間開通（深名線全線開通）此站啟用[1][2]。當時為一般車站[3]。
- 1949年（昭和24年）6月1日 - 日本國有鐵道成立，成為日本國有鐵道車站。
- 1982年（昭和57年）3月29日 - 結束處理貨物[3]。
- 1984年（昭和59年）
  - 2月1日 - 結束處理行李[3]。
  - 11月10日 - 成為無人車站[4]。
- 1987年（昭和62年）4月1日 - 伴隨國鐵分割民營化，車站由北海道旅客鐵道（JR北海道）營運[3]。
- 1995年（平成7年）9月4日 - 深名線全線廢除，此站也廢除[3]。

## 站名的由來
此站名稱取自所在地名「母子里」。由於與根室本線的茂尻站同音（もしり），因此冠以「北」字。
地名源自阿伊努語的「モシリウンナイ（mosir-un-nay）」（島、有、河流）的前半部分。此站位於北海道大學農學部雨龍演習林的毛希連內事業區內，在1928年（昭和3年），演習林規劃了植民地區域，名為「茂知」。後來在首批進遷入該處的人們中，有一個家族誕生了一位嬰兒，當地的看守所職員為了紀念，便把地名改為「母子里」，在1930年（昭和5年）在村議會中決定正式地區名。

## 車站構造
截至車站廢除前，車站是一座地面車站，設有1面1線的島式月台（只使用單邊）。月台位於路軌北邊（名寄方向的列車會開啟左邊車門）。在深川一方設有路軌分支，連接車站大樓東邊的舊貨物月台和一條側線。曾經此站設有1面2線的島式月台，當時可進行列車交會，車站大樓（北邊）旁邊是下行線，外側（南邊）是上行線。靠近車站大樓一方的一線（下行線）在撒走交會設備後，路軌也撤走。月台前後的路軌均設有彎位，這是分支留下來的走線。
此站是無人車站，在有人車站時代還有車站大樓。車站大樓位於站內北邊，鄰接平交道前往月台。此站在1978年（昭和53年）2月錄得-41.2度，為戰後日本官方最低氣溫紀錄，這個記錄使車站知名。在冬天時常會錄得-30度以下。而設置於站內的溫度計只能測量最低-30度的氣溫。後來同年3月，國鐵總裁の高木文雄到訪此站後，後日寄贈了可測量-60度的溫度計給此站與朱鞠內站。—些為了耐寒體驗到訪的人士寫在站內候車室的筆記簿中。

## 使用狀況
- 在1981年度（昭和56年度），1日的上下車人次為31人[9]。
- 在1992年度（平成4年度），1日的上下車人次為24人[8]。

## 車站周邊
- 國道275號（美深國道）
- 北海道道688號名寄遠別線（日语：北海道道688号名寄遠別線）
- 母子里簡易郵局
- 朱鞠內湖（日语：朱鞠内湖）（雨龍第一水壩（日语：雨竜第一ダム））
- 北海道大學演習林[11]
- 毛希連內川 - 地名由來的河流[8]。
- 美深峠 - 車站北邊[11]
- JR北海道巴士深名線（日语：深名線 (ジェイ・アール北海道バス)）「母子里」巴士站

## 現況
在廢駅後，車站大樓在1998年（平成10年）拆毀。遺址變成NTT的手提電話發射站。此外，月台截至2000年（平成12年）還存在。截至2011年（平成23年）也是同樣，月台已經被雜草堆滿。

## 相鄰車站
北海道旅客鐵道（JR北海道）
深名線
湖畔－北母子里－天鹽彌生
曾經此站與湖畔站之間曾經設有蕗之台站和白樺站（均在1990年（平成2年）3月10日廢除）。同時，此站（當時為臨時乘降場）和蕗之台站之間曾經設有宇津內臨時乘降場（在1956年（昭和31年）11月19日後廢除）。

## 注腳
1. 1 2   第1版. 札幌市: 日本国有鉄道北海道総局. 1973-03-25: 115. ASIN B000J9RBUY （日语）.
2. ↑   《北海道鉄道百年史 下巻》1981年3月 日本國有鐵道北海道總局 編集、發行。第5編資料/1年表。
3. 1 2 3 4 5  《停車場変遷大事典 国鉄・JR編 II》，848頁，1998年JTB發行。
4. ↑  . 鐵道公報 (日本國有鐵道總裁室文書課). 1984-11-09: 1 （日语）.
5. ↑   (PDF). アイヌ語地名リスト. 北海道 環境生活部 アイヌ政策推進室. 2007  [2017-10-19]. （原始内容 (PDF)存档于2018-05-13） （日语）.
6. 1 2  《北海道大学 演習林60年の歩み》1963年3月發行，P109。
7. ↑  新幌加内町史 P219。
8. 1 2 3 4 5 6 7  書籍《JR・私鉄全線各駅停車1 北海道630駅》（小學館，1993年6月發行）77頁。
9. 1 2 3  書籍《国鉄全線各駅停車1 北海道690駅》（小學館，1983年7月發行）206頁。
10. ↑  新幌加內町史 2008年3月發行， P589。
11. 1 2  書籍《北海道道路地図 改訂版》（地勢堂，1980年3月發行）15頁。
12. 1 2  書籍《北海道の鉄道廃線跡》（著：本久公洋，北海道新聞社，2011年9月發行） p.180
13. 1 2  書籍《鉄道廃線跡を歩くVII》（JTB出版，2000年1月發行） p.36-37